# ألفرد بينيت (سياسي)
ألفرد بينيت (بالإنجليزية: Alfred Bennett)‏ هو نجار وسياسي أسترالي، ولد في 25 يوليو 1906، وتوفي في 15 أبريل 1976. حزبياً، نشط في حزب العمال الأسترالي. وقد انتخب عضو الجمعية التشريعية نيو ساوث ويلز.